# Hegyhátmaróc
Hegyhátmaróc là một thị trấn thuộc hạt Baranya, Hungary. Thị trấn này có diện tích 7,59 km², dân số năm 2010 là 137 người, mật độ 18 người/km².